# Завод котунів у Дампірі
Завод котунів у Дампірі — колишній виробничий майданчик на північному заході Австралії.
У 1966-му в Дампірі в районі Паркер-Пойнт почав роботу термінал для відвантаження залізної руди компанії Hamersley Iron. Частину продукції вирішили експортувати у вигляді котунів, для чого в 1968-му ввели в дію завод річною потужністю 2 млн тонн.
Необхідну для технологічного процесу вапнякову сировину могла постачати розташована на протилежному узбережжі півострова Бурруп копальня Хірсон-Коув.
У 1980-му завод закрили через стрімке зростання цін на нафту, що робило подальшу діяльність нерентабельною (можливо відзначити, що того ж року і з тієї ж причини вивели з експлуатації завод котунів у Кейп-Ламберті, що працював у тому ж регіоні, проте належав іншій компанії).